# Lenin Lara
Lenin José Lara Rivadeneira (Esmeraldas, 9 de marzo de 1979) es un escritor, abogado y político ecuatoriano.

## Biografía
Nació el 9 de marzo de 1979 en Esmeraldas, provincia de Esmeraldas. Sus padres fueron el político Antonio Lara Quiñónez y la escritora Carmen Rivadeneira Bustos. Realizó sus estudios secundarios en el Instituto Superior 5 de agosto y los superiores en la Universidad Central del Ecuador, donde obtuvo el título de abogado. Durante su etapa formativa estuvo involucrado con la dirigencia estudiantil, siendo presidente del consejo estudiantil en el colegio y presidente de la asociación de estudiantes de derecho en la universidad.
Entró a la vida pública en 2008 como gerente regional del Instituto de Crédito Educativo y Becas (IECE) en Esmeraldas.
En 2010 fue designado gobernador de la provincia de Esmeraldas, ocupando el cargo hasta 2012.
Para las elecciones legislativas de 2013 fue elegido diputado nacional en representación de Esmeraldas por el movimiento Alianza PAIS. Unos meses más tarde dejó su curul en el legislativo y fue nombrado ministro de justicia, derechos humanos y cultos por el presidente Rafael Correa.
En noviembre de 2013 renunció a su cargo para postularse como candidato a la alcaldía de Esmeraldas en las elecciones seccionales del año siguiente por Alianza PAIS,
siendo electo con el 46% de los votos. Para las elecciones de 2019 intentó ser reelecto como alcalde, pero fue derrotado por Lucía Sosa.
En las elecciones legislativas de 2021 fue elegido para un nuevo periodo como legislador en la Asamblea Nacional, de la mano del Movimiento Centro Democrático.
Para el periodo legislativo anticipado 2023-2025, luego de la "muerte cruzada" decretada por el expresidente del Ecuador Guillermo Lasso Mendoza,Lenin Lara Ribadeneira fue reelecto como Asambleísta Nacional en representación de su provincia,Esmeraldas,por el movimiento político RC5, cargo que desempeña desde octubre de 2023 hasta la actualidad. 

### Carrera literaria
En el ámbito literario fue coautor del libro de cuentos El novedoso transcurrir y escribió la novela La otra ciudad, ganadora del concurso nacional de novela corta Medardo Ángel Silva.